# لاورو مولر (سانتا کاتارینا)
لاورو مولر (به پرتغالی: Lauro Müller) یک شهرداری در برزیل است که در سانتا کاتارینا واقع شده‌است. لاورو مولر ۲۷۰٫۵۰۸ کیلومتر مربع مساحت و ۱۵٬۳۱۳ نفر جمعیت دارد و ۲۲۰ متر بالاتر از سطح دریا واقع شده‌است.